# Tour des Alpes-Maritimes et du Var 2020
Il Tour des Alpes-Maritimes et du Var, cinquantaduesima edizione della corsa, valida come prova dell'UCI Europe Tour 2020 categoria 2.1, si svolse in tre tappe dal 21 al 23 febbraio 2020 su un percorso totale di 494,7 km con partenza da Le Cannet ed arrivo a Monte Faron, in Francia. La vittoria fu appannaggio del colombiano Nairo Quintana, che completò il percorso in 13h09'32", precedendo il francese Romain Bardet e l'australiano Richie Porte.
Sul traguardo di Monte Faron 105 ciclisti, su 123 partiti da Le Cannet, portarono a termine la competizione.

## Tappe
| Tappa  | Data        | Percorso                          | km    | Vincitore di tappa | Leader cl. generale |
| ------ | ----------- | --------------------------------- | ----- | ------------------ | ------------------- |
| 1ª     | 21 febbraio | Le Cannet > Grasse                | 183   | Anthony Perez      | Anthony Perez       |
| 2ª     | 22 febbraio | Pégomas > Col d'Èze               | 175,7 | Nairo Quintana     | Nairo Quintana      |
| 3ª     | 23 febbraio | La Londe-les-Maures > Monte Faron | 136   | Julien Bernard     | Nairo Quintana      |
| Totale | Totale      | Totale                            | 494,7 |                    |                     |

## Squadre e corridori partecipanti
| N.    | Cod. | Squadra              |
| ----- | ---- | -------------------- |
| 1-7   | GFC  | Groupama-FDJ         |
| 11-17 | ALM  | AG2R La Mondiale     |
| 21-27 | COF  | Cofidis              |
| 31-37 | TFS  | Trek-Segafredo       |
| 41-47 | EF1  | EF Pro Cycling       |
| 51-57 | NTT  | NTT Pro Cycling Team |
| 61-67 | SUN  | Team Sunweb          |
| 71-77 | CCC  | CCC Team             |
| 81-87 | ARK  | Team Arkéa-Samsic    |

| N.      | Cod. | Squadra                      |
| ------- | ---- | ---------------------------- |
| 91-97   | TDE  | Total Direct Énergie         |
| 101-107 | NDP  | Nippo Delko Provence         |
| 111-117 | VCB  | B&B Hotels-Vital Concept     |
| 121-127 | RIW  | Riwal Readynez Cycling Team  |
| 131-137 | RLY  | Rally Cycling                |
| 141-147 | SRA  | Swiss Racing Academy         |
| 151-157 | WVA  | Bingoal-Wallonie Bruxelles   |
| 161-167 | NRL  | Natura4Ever-Roubaix Lille M. |
| 171-177 | AUB  | St Michel-Auber 93           |

## Dettagli delle tappe

### 1ª tappa
- 21 febbraio: Le Cannet > Grasse - 183 km

Risultati
| Pos. | Corridore      | Squadra | Tempo    |
| ---- | -------------- | ------- | -------- |
| 1    | Anthony Perez  | Cofidis | 4h54'03" |
| 2    | Anthony Turgis | Total   | a 2"     |
| 3    | Michael Storer | Sunweb  | a 4"     |

| Pos. | Corridore      | Squadra | Tempo    |
| ---- | -------------- | ------- | -------- |
| 1    | Anthony Perez  | Cofidis | 4h54'03" |
| 2    | Anthony Turgis | Total   | a 2"     |
| 3    | Michael Storer | Sunweb  | a 4"     |

### 2ª tappa
- 22 febbraio: Pégomas > Col d'Èze - 175,7 km

Risultati
| Pos. | Corridore        | Squadra | Tempo    |
| ---- | ---------------- | ------- | -------- |
| 1    | Nairo Quintana   | Arkéa   | 4h44'17" |
| 2    | Simon Clarke     | EF      | a 40"    |
| 3    | Lilian Calmejane | Total   | s.t.     |

| Pos. | Corridore      | Squadra | Tempo    |
| ---- | -------------- | ------- | -------- |
| 1    | Nairo Quintana | Arkéa   | 9h38'26" |
| 2    | Michael Storer | Sunweb  | a 38"    |
| 3    | Simon Clarke   | EF      | a 40"    |

### 3ª tappa
- 23 febbraio: La Londe-les-Maures > Monte Faron - 136 km

Risultati
| Pos. | Corridore         | Squadra  | Tempo    |
| ---- | ----------------- | -------- | -------- |
| 1    | Julien Bernard    | Trek     | 3h28'51" |
| 2    | Nans Peters       | AG2R     | a 3"     |
| 3    | Lars van den Berg | Groupama | a 42"    |

| Pos. | Corridore      | Squadra | Tempo     |
| ---- | -------------- | ------- | --------- |
| 1    | Nairo Quintana | Arkéa   | 13h09'32" |
| 2    | Romain Bardet  | AG2R    | a 40"     |
| 3    | Richie Porte   | Trek    | s.t.      |

## Evoluzione delle classifiche
| Tappa              | Vincitore          | Classifica generale Maglia gialla | Classifica a punti Maglia verde | Classifica scalatori Maglia rossa | Classifica giovani Maglia bianca | Classifica a squadre |
| ------------------ | ------------------ | --------------------------------- | ------------------------------- | --------------------------------- | -------------------------------- | -------------------- |
| 1ª                 | Anthony Perez      | Anthony Perez                     | Anthony Perez                   | Anthony Turgis                    | Michael Storer                   | Team Sunweb          |
| 2ª                 | Nairo Quintana     | Nairo Quintana                    | Anthony Perez                   | Damian Lüscher                    | Michael Storer                   | Team Sunweb          |
| 3ª                 | Julien Bernard     | Nairo Quintana                    | Nairo Quintana                  | Julien Bernard                    | Attila Valter                    | Trek-Segafredo       |
| Classifiche finali | Classifiche finali | Nairo Quintana                    | Nairo Quintana                  | Julien Bernard                    | Attila Valter                    | Trek-Segafredo       |

Maglie indossate da altri ciclisti in caso di due o più maglie vinte
- Nella 2ª tappa Thibaut Pinot ha indossato la maglia verde al posto di Anthony Perez.

## Classifiche finali

### Classifica generale
| Pos. | Corridore       | Squadra  | Tempo     |
| ---- | --------------- | -------- | --------- |
| 1    | Nairo Quintana  | Arkéa    | 13h09'32" |
| 2    | Romain Bardet   | AG2R     | a 40"     |
| 3    | Richie Porte    | Trek     | s.t.      |
| 4    | Tanel Kangert   | EF       | a 57"     |
| 5    | Nicolas Edet    | Cofidis  | a 59"     |
| 6    | Thibaut Pinot   | Groupama | a 1'04"   |
| 7    | Nicolas Roche   | Sunweb   | a 1'06"   |
| 8    | Julien El Fares | Nippo    | s.t.      |
| 9    | Fausto Masnada  | CCC      | a 1'10"   |
| 10   | Attila Valter   | CCC      | a 1'14"   |

### Classifica a punti - Maglia verde
| Pos. | Corridore      | Squadra  | Punti |
| ---- | -------------- | -------- | ----- |
| 1    | Nairo Quintana | Arkéa    | 39    |
| 2    | Anthony Perez  | Cofidis  | 37    |
| 3    | Thibaut Pinot  | Groupama | 32    |
| 4    | Simon Clarke   | EF       | 30    |
| 5    | Anthony Turgis | Total    | 30    |

### Classifica scalatori - Maglia rossa
| Pos. | Corridore          | Squadra  | Punti |
| ---- | ------------------ | -------- | ----- |
| 1    | Julien Bernard     | Trek     | 16    |
| 2    | Damian Lüscher     | Swiss R. | 14    |
| 3    | Mathijs Paasschens | Bingoal  | 14    |
| 4    | Anthony Turgis     | Total    | 12    |
| 5    | Nans Peters        | AG2R     | 12    |

### Classifica giovani - Maglia bianca
| Pos. | Corridore        | Squadra | Tempo     |
| ---- | ---------------- | ------- | --------- |
| 1    | Attila Valter    | CCC     | 13h10'46" |
| 2    | Michael Storer   | Sunweb  | a 11"     |
| 3    | Laurens Huys     | Bingoal | a 5'38"   |
| 4    | Dorian Godon     | AG2R    | a 9'03"   |
| 5    | Georg Zimmermann | Sunweb  | a 11'29"  |

### Classifica a squadre
| Pos. | Squadra          | Tempo     |
| ---- | ---------------- | --------- |
| 1    | Trek-Segafredo   | 39h29'59" |
| 2    | Groupama-FDJ     | a 1'32"   |
| 3    | Team Sunweb      | a 3'13"   |
| 4    | CCC Team         | a 4'06"   |
| 5    | AG2R La Mondiale | a 4'28"   |